# (3872) Akirafujii
(3872) Akirafujii ist ein Asteroid des Hauptgürtels, der am 12. Januar 1983 vom US-amerikanischen Astronomen Brian A. Skiff an der Anderson Mesa Station des Lowell-Observatoriums (IAU-Code 688) in Flagstaff entdeckt wurde.
Der Asteroid wurde nach dem japanischen Astrofotografen und Astronomen Akira Fujii (* 1941) benannt.